# Мост Кардинала Фрингса
Мост кардинала Фрингса (нем. Josef-Kardinal-Frings-Brücke) — автодорожный металлический балочный мост через Рейн в районе Хамм города Дюссельдорф — столицы федеральной земли Северный Рейн-Вестфалия (Германия). Мост соединяет Дюссельдорф с расположенном на левом берегу Рейна городом Нойс. По мосту проходит федеральная автодорога B1. Это единственный не вантовый автомобильный мост в Дюссельдорфе. Выше по течению находится Мост Флее, ниже — Железнодорожный мост Хамм.

## Название
Первоначально мост назывался Рейнский мост Дюссельдорф-Нойс (нем. Rheinbrücke Düsseldorf–Neuss) или Южный мост (нем. Südbrücke), так как до открытия моста Флее он был самым южным мостом в Дюссельдорфе. 24 июня 2006 года мост был назван в честь кёльнского архиепископа Йозефа Фрингса, родившегося в Нойсе.

## История
Первый мост через Рейн между Дюссельдорфом и Нойсом на этом месте был построен в 1927—1929 годах. Доставка и монтаж стальных конструкций осуществлялся Объединенными Металлургическим заводом Отдела Дортмундского Союза (нем. Vereinigten Stahlwerke A.-G. Abteilung Dortmunder Union) в сотрудничестве с Мостостроительной компанией Hein-Lehman & Co (нем. Brückenbauanstalt Hein-Lehman & Co). Открытие моста для движения состоялось 12 октября 1929 года. Пролётное строение представляло собой неразрезную конструкцию со сквозными фермами с ездой понизу. Ширина моста составляла 30,7 м (из них ширина проезжей части — 12 м, двухпутная трамвайная линия шириной 6,9 м и два тротуара с велодорожками по 4,6 м). 3 марта 1945 года мост был взорван отступающими войсками вермахта. 
В 1948—1949 годах были разобраны разрушенные подходы к мосту. Строительство нового моста велось в 1950—1951 годах. Открытие моста состоялось 17 ноября 1951 года.

## Конструкция
Мост сталежелезобетонный балочный. Общее количество пролётов — 11. Новый мост строился с использованием старых опор, поэтому разбивка на пролеты осталась прежней: 103 + 206 + 103 м. Центральная часть моста перекрыта трёхпролётной неразрезной балкой со сплошными стенками. Высота балки переменная: от 3,3 м в середине большого пролёта до 7,8 м над промежуточными опорами.
Пролётное строение представляет собой две замкнутые коробки шириной по 7,5 м, расставленные на расстоянии 13,6 м между осями. Между внутренними вертикальными стенками смежных коробок расстояние — 6,1 м. В средней части между коробками располагается трамвайная полоса.
Проезжая часть под трамваем состоит из продольных балок, свободно опирающихся на поперечные балки. Верхним поясом является ортотропная плита. Тротуары вынесены на консоли. Основные элементы пролётного строения изготовлены из стали повышенной прочности. Заводские соединения выполнялись на сварке, монтажные соединения — на заклёпках.
Благодаря тщательной разработке конструкции и удачному методу производства работ удалось впервые в практике мостостроения перекрыть пролёт более 200 м неразрезными балками со сплошной стенкой.
Длина моста составляет 780 м, ширина — 30,14 м (из них ширина проезжей части — 2х7,5 м, двухпутная трамвайная линия шириной 6,5 м и два тротуара с велодорожками по 4,3 м).
Мост предназначен для движения трамваев, автотранспорта, велосипедистов и пешеходов. Проезжая часть включает в себя 4 полосы для движения автотранспорта и 2 трамвайных пути. Покрытие проезжей части и тротуаров — асфальтобетон. Тротуары отделены от проезжей части металлическим барьерным ограждением. Перильное ограждение металлическое простого рисунка.